# Fährverbindung Großenbrode Fähre–Fehmarnsund

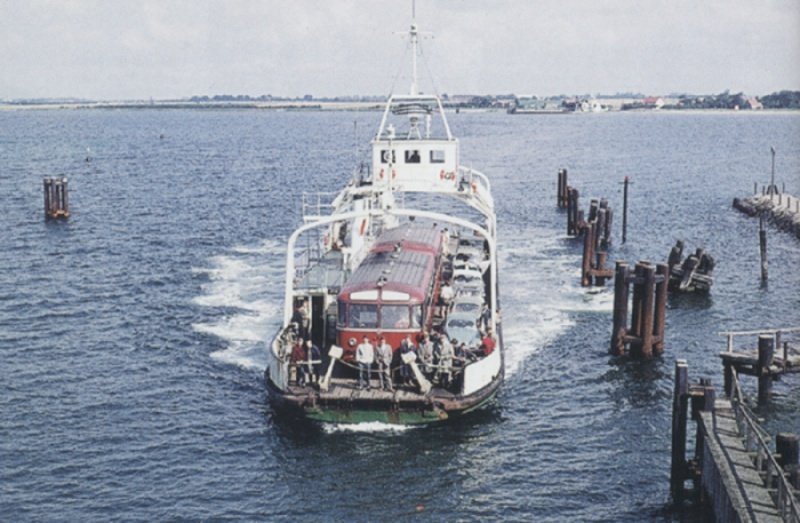
Eisenbahnfähre mit Schienenbus, Datum unbekannt

Die Fährverbindung Großenbrode Fähre–Fehmarnsund wurde von 1903 bis zur Eröffnung der Vogelfluglinie 1963 als Eisenbahnfährlinie vom Fährhafen Großenbroder Fähre über den Fehmarnsund auf die Insel Fehmarn betrieben.

## Geschichte
Bereits im 12. Jahrhundert gab es eine Fährverbindung über den Fehmarnsund von der Insel Fehmarn zum Festland. Hauptsächlich nutzten Kaufleute und Pilger diese Verbindung. 1504 wurde vom dänischen König die Abwicklung des Fährverkehrs geregelt. Aus dem Jahr 1642 stammt der erste bekannte Pachtvertrag über die Vogtei in Großenbrode. Zu dieser Vogtei gehörten die Hofstelle mit dem Krughaus und die Fähre.
Ab 1657 wurde der gesamte Postverkehr von Lübeck aus über Fehmarn nach Rødby (Dänemark) abgewickelt.
Von 1864 bis 1867 stand die Insel unter österreichischer Verwaltung und wurde danach Teil der preußischen Provinz Holstein.
1881 eröffnete die Kreis Oldenburger Eisenbahn den Streckenabschnitt von Neustadt in Holstein nach Oldenburg in Holstein. 1898 erfolgte die Erweiterung der Strecke nach Lütjenbrode und Heiligenhafen. 1903 wurde der Abschnitt von Lütjenbrode nach Großenbrode Fähre eröffnet. Eine Dampffähre stellte die Verbindung über den Fehmarnsund her.
Mit Eröffnung der Vogelfluglinie 1963 wurde die Fährverbindung von Großenbrode Fähre zur Insel Fehmarn eingestellt. Der Personenverkehr auf der Strecke Lütjenbrode–Heiligenhafen wurde zum Fahrplanwechsel 1976 beendet. 1984 erfolgte die Einstellung des Personenverkehrs auf der Insel Fehmarn.

## Inselbahn
1905 wurde die Verlängerung der Bahn über Burg auf Fehmarn bis Orth/F. fertiggestellt. Die Strecke verband die Ortschaften Orth, Petersdorf, Landkirchen, Burg, Burgstaaken, Wulfen und den Fähranleger Fehmarnsund über ein Trajekt mit Großenbrode, Lütjenbrode und Heiligenhafen auf dem Festland. Beim Haltepunkt Burgstaaken zweigte eine kurze Anschlussbahn zum Hafen ab.
Die Inselbahn Fehmarn war eine normalspurige Bahnstrecke auf der schleswig-holsteinischen Ostseeinsel Fehmarn. Sie wurde 1905 von der Kreis Oldenburger Eisenbahn in Betrieb genommen.
Anders als etwa die Inselbahnen der meisten Nordseeinseln war die Strecke in Normalspur angelegt, so dass ein durchgehender Zugverkehr vom Festland möglich war. Hierbei wurden die Züge mit einer Eisenbahnfähre vom Fährhafen Großenbroder Fähre – nicht zu verwechseln mit dem Fähranleger Großenbrode Kai, von wo aus in den 1950er Jahren der Zugverkehr nach Gedser in Dänemark abgewickelt wurde – auf die Insel übergesetzt. Die Betriebsführung lag zunächst bei den Preußischen Staatsbahnen und ab 1923 bei der Deutschen Reichsbahn (DR). 1924 wurde die Betriebsführung an die Elmshorn-Barmstedt-Oldesloer Eisenbahn übergeben, die Fahrzeuge kamen weiterhin von der DR. Es wurde aber auch ein eigener Triebwagen beschafft. Wegen Unzufriedenheit mit der Betriebsführung wurde diese 1931 durch die KOE selbst übernommen; dazu wurden eigene Fahrzeuge beschafft. 1941 übernahm die DR die Bahn vollständig, einschließlich der Fahrzeuge.
Bis zum 30. August 2022 war die Bahnstrecke nur noch in Form einer kurzen Stichstrecke zwischen der Vogelfluglinie (Betriebsbahnhof Burg West) und dem Bahnhof von Burg auf Fehmarn (Fehmarn-Burg) im Regionalverkehr (RE Lübeck–Puttgarden) in Betrieb. Einen Tag später startete der Expressbus X 85 von Puttgarden nach Lübeck mit Halt in Fehmarn-Burg, Großenbrode, Oldenburg (H.), Lensahn und Haffkrug. Diese Busverbindung bleibt bis zur Fertigstellung der Fehmarnbeltquerung bestehen.